# Jan Fadrhons
Jan Fadrhons (Úherce, bij Dobrovice, Bohemen, 14 februari 1910 – Praag, 7 juli 1963) was een Tsjechisch componist en dirigent.

## Levensloop
Fadrhons kreeg van zijn vader als klein jongetje als vioolles. Later op de muziekschool kreeg hij ook les voor altviool, cello, contrabas, trompet en piano. Zijn studies deed hij aan het Praags Conservatorium, waar hij hoorn, compositie, orkestdirectie en instrumentatie studeerde. 
Zowel als speler alsook als dirigent was hij in vele orkesten, onder andere bij het orkest van de opera in Vinorady, het orkest in Luhačovice en bij het orkest van de Tsjechische omroep. Na de Tweede Wereldoorlog werd hij dirigent van de Posádková hudba Praha (Militaire kapel van de garnizoen in Praag). Aansluitend werd hij als opvolger van Rudolf Urbanec dirigent van het befaamde harmonieorkest van de Hudba Hradní stráže a Policie ČSSR (Praagse Kasteelwacht). Later werd hij inspecteur van de militaire kapellen in het Ministerie voor Landsverdediging in Praag. Later was hij ook 2e commandant van het militaire conservatorium in Praag.  
Hij was ook adviseur van het Škoda Auto harmonieorkest in Mladá Boleslav.
Ter nagedachtenis werd er een Festival Fadrhonsova Dobrovice opgericht, dat ieder jaar in Dobrovice gehouden werd. 
Als componist schreef hij vooral werken voor harmonieorkest.

## Componist

### Werken voor orkest
- Boleslav, Boleslav, voor gemengd koor en orkest

### Werken voor harmonieorkest
- Intermezzo uit 1001 nacht
- Jarní mazurka
- Kompanie vorwärts, mars
- Pochod samopalníků
- Rusínský tanec no. 1 g-klein
- Trubač Jízdy
- V pohádkové noci, intermezzo
- Vítìzný nástup, mars
- Ze Slovácka

## Publicaties
- Paul E. Bierley, William H. Rehrig: The heritage encyclopedia of band music - composers and their music, Westerville, Ohio: Integrity Press, 1991. ISBN 0-918048-08-7
- Čeněk Gardavský: Contemporary Czechoslovak composers, Prague: Panton, 1965. 565 p.

- Nationale Bibliotheek van Tsjechië: jn20000400650
- Virtual International Authority File: 84007286